# Carneodon glauerti
Carneodon glauerti är en skalbaggsart som beskrevs av Phillip B. Carne 1957. Carneodon glauerti ingår i släktet Carneodon och familjen Dynastidae. Inga underarter finns listade.